# Nesphostylis bracteata
Nesphostylis bracteata är en ärtväxtart som först beskrevs av John Gilbert Baker, och fick sitt nu gällande namn av D.Potter och J.J.Doyle. Nesphostylis bracteata ingår i släktet Nesphostylis och familjen ärtväxter. Inga underarter finns listade i Catalogue of Life.